# Sezony KHL
Sezony KHL – edycje rozgrywek Kontynentalnej Hokejowej Ligi (KHL) w hokeju na lodzie, zapoczątkowane w 2008.

## Triumfatorzy i zdobywcy trofeów
| Triumfatorzy etapów rozgrywek w sezonach Kontynentalnej Hokejowej Ligi | Triumfatorzy etapów rozgrywek w sezonach Kontynentalnej Hokejowej Ligi | Triumfatorzy etapów rozgrywek w sezonach Kontynentalnej Hokejowej Ligi | Triumfatorzy etapów rozgrywek w sezonach Kontynentalnej Hokejowej Ligi | Triumfatorzy etapów rozgrywek w sezonach Kontynentalnej Hokejowej Ligi | Triumfatorzy etapów rozgrywek w sezonach Kontynentalnej Hokejowej Ligi | Triumfatorzy etapów rozgrywek w sezonach Kontynentalnej Hokejowej Ligi | Triumfatorzy etapów rozgrywek w sezonach Kontynentalnej Hokejowej Ligi | Triumfatorzy etapów rozgrywek w sezonach Kontynentalnej Hokejowej Ligi | Triumfatorzy etapów rozgrywek w sezonach Kontynentalnej Hokejowej Ligi | Triumfatorzy etapów rozgrywek w sezonach Kontynentalnej Hokejowej Ligi | Triumfatorzy etapów rozgrywek w sezonach Kontynentalnej Hokejowej Ligi | Triumfatorzy etapów rozgrywek w sezonach Kontynentalnej Hokejowej Ligi |
| Sezon                                                                  | Puchar Otwarcia                                                        | Dywizja Bobrowa                                                        | Dywizja Tarasowa                                                       | Konferencja Zachód                                                     | Dywizja Charłamowa                                                     | Dywizja Czernyszowa                                                    | Konferencja Wschód                                                     | Puchar Kontynentu                                                      | Play-off Zachód                                                        | Play-off Wschód                                                        | Puchar Gagarina                                                        |                                                                        |
| ---------------------------------------------------------------------- | ---------------------------------------------------------------------- | ---------------------------------------------------------------------- | ---------------------------------------------------------------------- | ---------------------------------------------------------------------- | ---------------------------------------------------------------------- | ---------------------------------------------------------------------- | ---------------------------------------------------------------------- | ---------------------------------------------------------------------- | ---------------------------------------------------------------------- | ---------------------------------------------------------------------- | ---------------------------------------------------------------------- | ---------------------------------------------------------------------- |
| 2008/09                                                                | Saławat                                                                | Saławat                                                                | CSKA                                                                   | –                                                                      | Łokomotiw                                                              | Ak Bars                                                                | –                                                                      | –                                                                      | –                                                                      | –                                                                      | Ak Bars                                                                |                                                                        |
| 2009/10                                                                | Ak Bars                                                                | SKA                                                                    | MWD                                                                    | SKA                                                                    | Magnitogorsk                                                           | Saławat                                                                | Saławat                                                                | Saławat                                                                | MWD                                                                    | Ak Bars                                                                | Ak Bars                                                                |                                                                        |
| 2010/11                                                                | OHK                                                                    | OHK                                                                    | Łokomotiw                                                              | Łokomotiw                                                              | Ak Bars                                                                | Awangard                                                               | Awangard                                                               | Awangard                                                               | Atłant                                                                 | Saławat                                                                | Saławat                                                                |                                                                        |
| 2011/12                                                                | Saławat                                                                | SKA                                                                    | Torpedo                                                                | SKA                                                                    | Traktor                                                                | Awangard                                                               | Traktor                                                                | Traktor                                                                | Dinamo                                                                 | Awangard                                                               | Dinamo                                                                 |                                                                        |
| 2012/13                                                                | Dinamo                                                                 | SKA                                                                    | CSKA                                                                   | SKA                                                                    | Ak Bars                                                                | Awangard                                                               | Ak Bars                                                                | SKA                                                                    | Dinamo                                                                 | Traktor                                                                | Dinamo                                                                 |                                                                        |
| 2013/14                                                                | Dinamo                                                                 | SKA                                                                    | Dinamo                                                                 | Dinamo                                                                 | Magnitogorsk                                                           | Barys                                                                  | Magnitogorsk                                                           | Dinamo                                                                 | Lev                                                                    | Magnitogorsk                                                           | Magnitogorsk                                                           |                                                                        |
| 2014/15                                                                | Magnitogorsk                                                           | SKA                                                                    | CSKA                                                                   | CSKA                                                                   | Ak Bars                                                                | Sibir                                                                  | Ak Bars                                                                | CSKA                                                                   | SKA                                                                    | Ak Bars                                                                | SKA                                                                    |                                                                        |
| 2015/16                                                                | CSKA                                                                   | Jokerit                                                                | CSKA                                                                   | CSKA                                                                   | Magnitogorsk                                                           | Awangard                                                               | Awangard                                                               | CSKA                                                                   | CSKA                                                                   | Magnitogorsk                                                           | Magnitogorsk                                                           |                                                                        |
| 2016/17                                                                | Magnitogorsk                                                           | SKA                                                                    | CSKA                                                                   | CSKA                                                                   | Magnitogorsk                                                           | Awangard                                                               | Magnitogorsk                                                           | CSKA                                                                   | SKA                                                                    | Magnitogorsk                                                           | SKA                                                                    |                                                                        |
| 2017/18                                                                | SKA                                                                    | SKA                                                                    | CSKA                                                                   | SKA                                                                    | Ak Bars                                                                | Saławat                                                                | Ak Bars                                                                | SKA                                                                    | CSKA                                                                   | Ak Bars                                                                | Ak Bars                                                                |                                                                        |
| 2018/19                                                                | SKA                                                                    | SKA                                                                    | CSKA                                                                   | CSKA                                                                   | Awto                                                                   | Barys                                                                  | Awto                                                                   | CSKA                                                                   | CSKA                                                                   | Awangard                                                               | CSKA                                                                   |                                                                        |
| 2019/20                                                                | Awangard                                                               | SKA                                                                    | CSKA                                                                   | CSKA                                                                   | Ak Bars                                                                | Barys                                                                  | Ak Bars                                                                | CSKA                                                                   | play-off przerwany i nieukończony                                      | play-off przerwany i nieukończony                                      | play-off przerwany i nieukończony                                      |                                                                        |
| 2020/21                                                                | Ak Bars                                                                | SKA                                                                    | CSKA                                                                   | CSKA                                                                   | Ak Bars                                                                | Awangard                                                               | Ak Bars                                                                | CSKA                                                                   | CSKA                                                                   | Awangard                                                               | Awangard                                                               |                                                                        |
| 2021/22                                                                | Awangard                                                               | SKA                                                                    | CSKA                                                                   | SKA                                                                    | Magnitogorsk                                                           | Saławat                                                                | Magnitogorsk                                                           | –                                                                      | CSKA                                                                   | Magnitogorsk                                                           | CSKA                                                                   |                                                                        |
| 2022/23                                                                | CSKA                                                                   | SKA                                                                    | CSKA                                                                   | SKA                                                                    | Ak Bars                                                                | Saławat                                                                | Ak Bars                                                                | SKA                                                                    | CSKA                                                                   | Ak Bars                                                                | CSKA                                                                   |                                                                        |
| 2023/24                                                                | Ak Bars                                                                | SKA                                                                    | Dinamo                                                                 | Dinamo                                                                 | Magnitogorsk                                                           | Awangard                                                               | Magnitogorsk                                                           | Dinamo                                                                 | –                                                                      | –                                                                      | Magnitogorsk                                                           |                                                                        |
| 2024/25                                                                | Łokomotiw                                                              | Spartak                                                                | Łokomotiw                                                              | Łokomotiw                                                              | Traktor                                                                | Saławat                                                                | Traktor                                                                | Łokomotiw                                                              | –                                                                      | –                                                                      | Łokomotiw                                                              |                                                                        |

- Puchar Otwarcia (od 2008 do 2011 i od 2014, w latach 2012–2013 pod nazwą Puchar Łokomotiwu) – trofeum przyznawane za zwycięstwo w inauguracyjnym meczu sezonu rozgrywanym pomiędzy aktualnym mistrzem (zdobywcą Pucharu Gagarina) oraz finalistą poprzedniej edycji ligi (w praktyce są to każdodazowo triumfatorzy Konferencji Wschód i Zachód z fazy play-off). W pierwszym sezonie 2008/2009 walczyły o niego mistrz i finalista ostatniej w historii edycji rozgrywek Superligi 2007/2008.
- Uszeregowanie zespołów w dywizjach i konferencjach następuje według położenia geograficznego miast, w których mieszczą się kluby. Podział ten obowiązuje od sezonu 2009/2010. W pierwszej edycji KHL 2008/2009 umiejscowienie drużyn w dywizjach i konferencjach nie miało związku z położeniem miast klubów na mapie. Z tego względu nie wyłoniono zwycięzców konferencji po sezonie zasadniczym, jak również po fazie play-off. W sezonie 2023/24 od drugiej rundy fazy play-off parowano zespoły z obu konferencji.
- Puchar Kontynentu jest przyznawany od sezonu 2009/2010. Otrzymuje go drużyna, która uzyskała największą ilość punktów w sezonie zasadniczym spośród wszystkich zespołów ligi w obu konferencjach. W związku ze skróceniem sezonu zasadniczego w edycji 2021/2022 zdobywca tego trofeum nie został wyłoniony (w wygenerowanej klasyfikacji najwyższe miejsce zajął Mietałłurg Magnitogorsk).
- Wskutek pandemii wirusa COVID-19 w trakcie sezonu 2019/2020 po rozegraniu pierwszego etapu fazy play-off (ćwierćfinały Konferencji) zawieszono rozgrywki[1], a potem ogłoszono zakończenie sezonu[2]. Zwycięzca ligi i zdobywca Pucharu Gagarina nie został wykreowany[3].

## Edycje rozgrywek

### Sezon 2008/2009

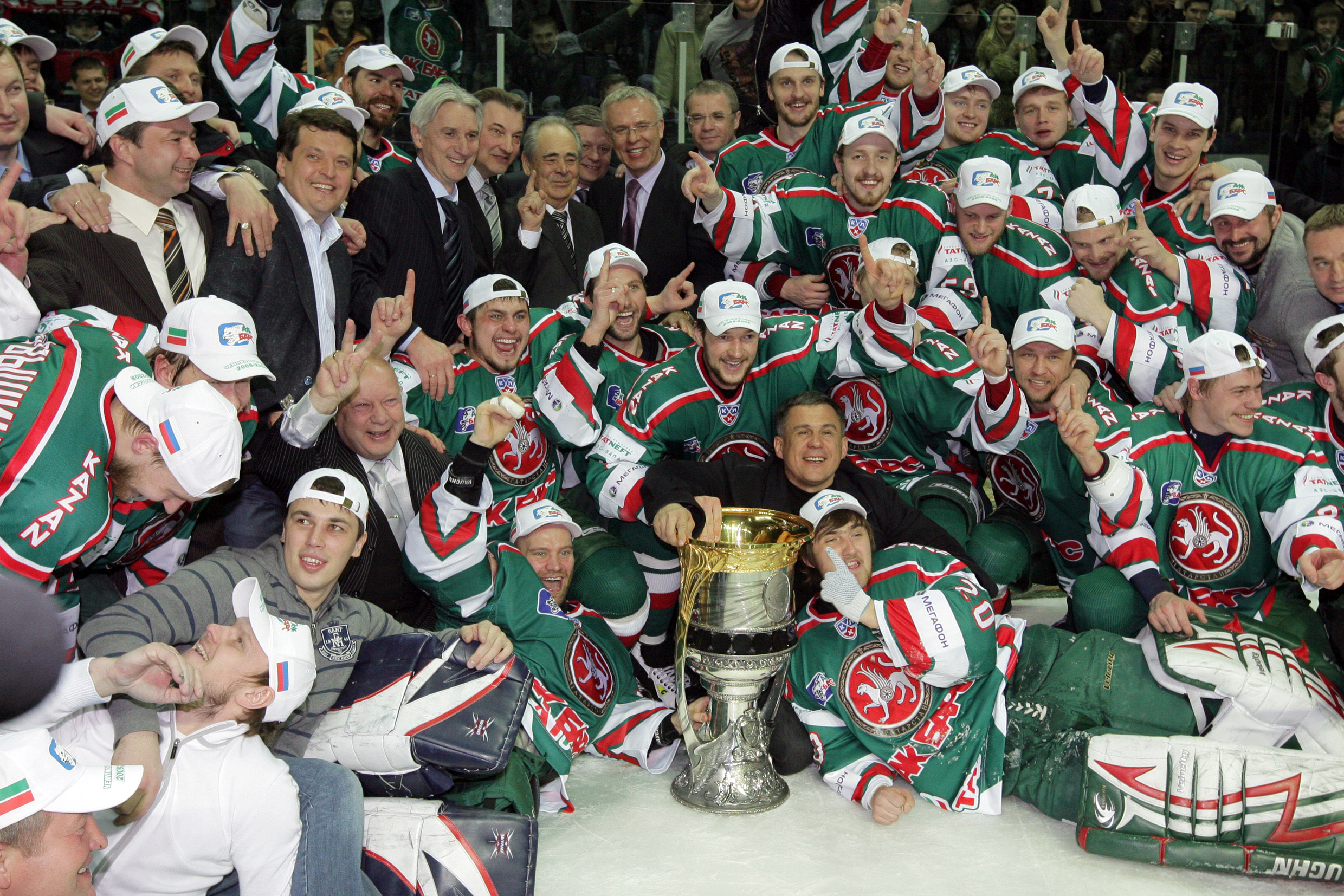
Drużyna Ak Barsu Kazań z Pucharem Gagarina po ostatnim zwycięskim meczu (1:0) z Łokomotiwem Jarosław 12 kwietnia 2009

Pierwsza edycja ligi KHL w sezonie 2008/09 liczyła 24 uczestniczące kluby i zakończyła się triumfem drużyny Ak Bars Kazań.
| Dywizja Bobrowa         | Dywizja Tarasowa        | Dywizja Charłamowa | Dywizja Czernyszowa       |
| ----------------------- | ----------------------- | ------------------ | ------------------------- |
| Atłant Mytiszczi        | Chimik Woskriesiensk    | Amur Chabarowsk    | Ak Bars Kazań             |
| Dynama Mińsk            | CSKA Moskwa             | Awangard Omsk      | Barys Astana              |
| Mietałłurg Nowokuźnieck | Mietałłurg Magnitogorsk | Dinamo Ryga        | Dinamo Moskwa             |
| Saławat Jułajew Ufa     | MWD Bałaszycha          | Łokomotiw Jarosław | Nieftiechimik Niżniekamsk |
| Siewierstal Czerepowiec | SKA Sankt Petersburg    | Łada Togliatti     | Torpedo Niżny Nowogród    |
| Spartak Moskwa          | Traktor Czelabińsk      | Sibir Nowosybirsk  | Witiaź Czechow            |

### Sezon 2009/2010
W drugim sezonie KHL rozgrywki liczyły nadal 24 zespoły. W porównaniu do poprzedniego sezonu, w rozgrywkach nie wystartował Chimik Woskriesiensk (klub wycofano z ligi z powodu kłopotów finansowych). Jego miejsce zajęła drużyna Awtomobilist Jekaterynburg. W drugim sezonie KHL po raz pierwszy wprowadzono podział zespołów według kryteriów geograficznych i ustalono podział na dwie Konferencje: Zachód oraz Wschód (po 12 drużyn). W ramach tego podziału utworzono dodatkowo cztery Dywizje (po dwie w każdej Konferencji). Każda z Dywizji liczyła 6 drużyn. Mistrzostwo rozgrywek KHL po raz drugi wywalczyła drużyna Ak Bars Kazań.
| Konferencja Zachód   | Konferencja Zachód      | Konferencja Wschód         | Konferencja Wschód      |
| Dywizja Bobrowa      | Dywizja Tarasowa        | Dywizja Charłamowa         | Dywizja Czernyszowa     |
| -------------------- | ----------------------- | -------------------------- | ----------------------- |
| CSKA Moskwa          | Atłant Mytiszczi        | Ak Bars Kazań              | Amur Chabarowsk         |
| Dinamo Moskwa        | Łokomotiw Jarosław      | Awtomobilist Jekaterynburg | Awangard Omsk           |
| Dinamo Ryga          | MWD Bałaszycha          | Łada Togliatti             | Barys Astana            |
| Dynama Mińsk         | Siewierstal Czerepowiec | Mietałłurg Magnitogorsk    | Mietałłurg Nowokuźnieck |
| SKA Sankt Petersburg | Torpedo Niżny Nowogród  | Nieftiechimik Niżniekamsk  | Saławat Jułajew Ufa     |
| Spartak Moskwa       | Witiaź Czechow          | Traktor Czelabińsk         | Sibir Nowosybirsk       |

### Sezon 2010/2011
W rozgrywkach sezonu 2010/11 bierze udział 23 drużyny. Zmiana liczby drużyn w porównaniu do poprzedniego sezonu wiąże się z wykluczeniem z rozgrywek klubu Łada Togliatti, przyjęcia nowego zespołu – mistrza Wysszaja Ligi z lat 2009 i 2010 – Jugra Chanty-Mansyjsk oraz zatwierdzenia klubu OHK Dinamo (powstałego w wyniku fuzji MWD Bałaszycha z Dinamo Moskwa). Mistrzostwo wywalczył klub Saławat Jułajew Ufa.
| Konferencja Zachód   | Konferencja Zachód      | Konferencja Wschód         | Konferencja Wschód      |
| Dywizja Bobrowa      | Dywizja Tarasowa        | Dywizja Charłamowa         | Dywizja Czernyszowa     |
| -------------------- | ----------------------- | -------------------------- | ----------------------- |
| CSKA Moskwa          | Atłant Mytiszczi        | Ak Bars Kazań              | Amur Chabarowsk         |
| Dinamo Ryga          | Dynama Mińsk            | Awtomobilist Jekaterynburg | Awangard Omsk           |
| OHK Dinamo Moskwa    | Łokomotiw Jarosław      | Jugra Chanty-Mansyjsk      | Barys Astana            |
| SKA Sankt Petersburg | Siewierstal Czerepowiec | Mietałłurg Magnitogorsk    | Mietałłurg Nowokuźnieck |
| Spartak Moskwa       | Torpedo Niżny Nowogród  | Nieftiechimik Niżniekamsk  | Saławat Jułajew Ufa     |
|                      | Witiaź Czechow          | Traktor Czelabińsk         | Sibir Nowosybirsk       |

### Sezon 2011/2012
W rozgrywkach sezonu 2011/12 pierwotnie miało wziąć udział 24 drużyny z czterech państw: Rosji, Łotwy, Białorusi, Kazachstanu oraz Słowacji. W porównaniu do poprzedniego sezonu liga zrzesza zespoły z pięciu państw (dotąd reprezentowane były cztery kraje).
Pierwsza zmiana liczby drużyn w porównaniu do poprzedniego sezonu wiązała się z przyjęciem do rozgrywek słowackiego klubu HC Lev Poprad. Klub ten trafił do Dywizji Bobrowa, w której w poprzednim sezonie istniało wakujące miejsce (liczyła 5 drużyn).
W pierwszy dzień sezonu 7 września 2011 wydarzyła się katastrofa samolotu pasażerskiego Jak-42D w pobliżu Jarosławia. W wypadku zginęła cała drużyna i sztab klubu Łokomotiw Jarosław, udający się do Mińska na inauguracyjny mecz sezonu z Dynama Mińsk. W związku z tym wydarzeniem władze klubu podjęły decyzję o wycofaniu drużyny z rozgrywek w tym sezonie (odtworzony zespół występował tymczasowo w rozgrywkach Wysszaja Chokkiejnaja Liga od grudnia 2011 do marca 2012), zaś w kolejnym sezonie ma powrócić do KHL.
W związku z powyższym w lidze w edycji 2011/2012 występowało ostateczne 23 kluby. Puchar Gagarina wywalczyła drużyna OHK Dinamo.
| Konferencja Zachód   | Konferencja Zachód      | Konferencja Wschód         | Konferencja Wschód      |
| Dywizja Bobrowa      | Dywizja Tarasowa        | Dywizja Charłamowa         | Dywizja Czernyszowa     |
| -------------------- | ----------------------- | -------------------------- | ----------------------- |
| CSKA Moskwa          | Atłant Mytiszczi        | Ak Bars Kazań              | Amur Chabarowsk         |
| Dinamo Moskwa        | Dynama Mińsk            | Awtomobilist Jekaterynburg | Awangard Omsk           |
| Dinamo Ryga          | Łokomotiw Jarosław      | Jugra Chanty-Mansyjsk      | Barys Astana            |
| HC Lev Poprad        | Siewierstal Czerepowiec | Mietałłurg Magnitogorsk    | Mietałłurg Nowokuźnieck |
| SKA Sankt Petersburg | Torpedo Niżny Nowogród  | Nieftiechimik Niżniekamsk  | Saławat Jułajew Ufa     |
| Spartak Moskwa       | Witiaź Czechow          | Traktor Czelabińsk         | Sibir Nowosybirsk       |

### Sezon 2012/2013
W rozgrywkach sezonu 2011/12 brało udział 26 drużyn z siedmiu państw: Rosji, Łotwy, Białorusi, Kazachstanu, Słowacji, Czech i Ukrainy. W porównaniu do poprzedniego sezonu przystąpiły dwa nowe kraje. Po rocznej nieobecności, spowodowanej katastrofą lotniczą z 2011 roku, do rozgrywek powróciła drużyna Łokomotiwu Jarosław. Rozgrywki opuścił słowacki klub HC Lev Poprad, a jego miejsce zajął następca prawny, HC Lev Praga z Czech. Mimo to Słowacja nadal miała swojego reprezentanta, gdyż przyjęto nowy klub, Slovan Bratysława. Trzecim debiutantem został ukraiński Donbas Donieck.

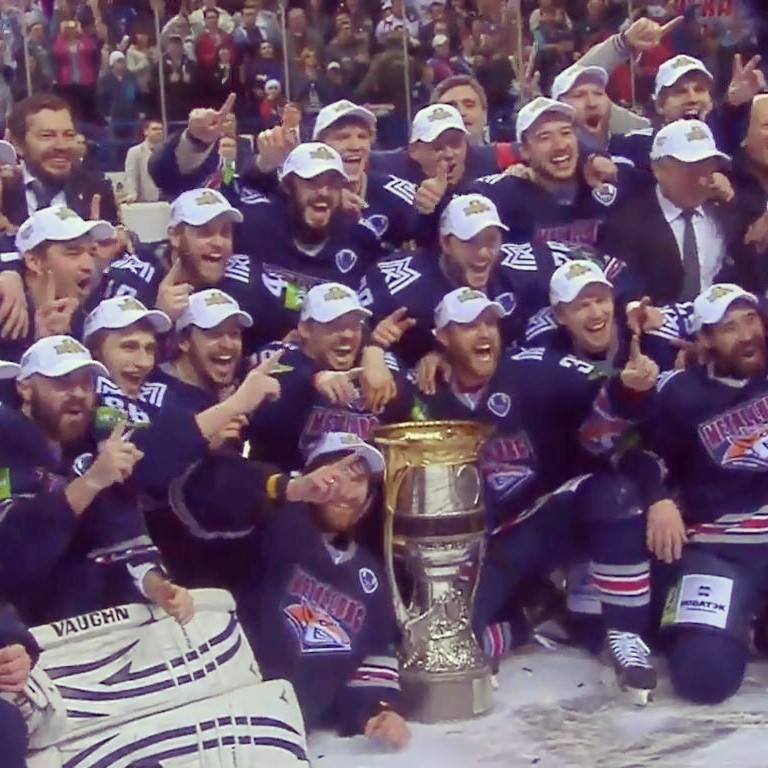
Zawodnicy Mietałłurga z Pucharem Gagarina w 2014

| Konferencja Zachód   | Konferencja Zachód      | Konferencja Wschód         | Konferencja Wschód      |
| Dywizja Bobrowa      | Dywizja Tarasowa        | Dywizja Charłamowa         | Dywizja Czernyszowa     |
| -------------------- | ----------------------- | -------------------------- | ----------------------- |
| Dinamo Moskwa        | Atłant Mytiszczi        | Ak Bars Kazań              | Amur Chabarowsk         |
| Dinamo Ryga          | CSKA Moskwa             | Awtomobilist Jekaterynburg | Awangard Omsk           |
| Donbas Donieck       | Dynama Mińsk            | Jugra Chanty-Mansyjsk      | Barys Astana            |
| HC Lev Praga         | Łokomotiw Jarosław      | Mietałłurg Magnitogorsk    | Mietałłurg Nowokuźnieck |
| SKA Sankt Petersburg | Siewierstal Czerepowiec | Nieftiechimik Niżniekamsk  | Saławat Jułajew Ufa     |
| Slovan Bratysława    | Spartak Moskwa          | Traktor Czelabińsk         | Sibir Nowosybirsk       |
| Witiaź Czechow       | Torpedo Niżny Nowogród  |                            |                         |

### Sezon 2013/2014
Przed kolejną edycją przyjęto dwa nowe kluby: rosyjski Admirał Władywostok i chorwacki KHL Medveščak Zagrzeb. Ponadto klub Witiaź Czechow przeniósł swoją siedzibę do pierwotnego miasta i od 2013 ponownie nazywa się Witiaź Podolsk. Łącznie w sezonie wystąpi 28 zespołów, wśród których jest 21 klubów rosyjskich, a ponadto reprezentantów ma siedem państw: Białoruś, Łotwa, Kazachstan, Słowacja, Czechy, Ukraina i Chorwacja. Po przyjęciu dwóch nowych klubów obie konferencje skupiały po 14 zespołów. Dokonano korekt w uczestnikach konferencji – Medveščak Zagrzeb został przydzielony do Konferencji Zachód, zaś Admirał Władywostok do Konferencji Wschód. Poza tym Torpedo Niżny Nowogród przesunięto z Zachodu do Wschodu i skojarzono ze sobą wszystkie drużyny moskiewskie i z obrębu aglomeracji w Dywizji Tarasowa.
| Konferencja Zachód   | Konferencja Zachód      | Konferencja Wschód         | Konferencja Wschód      |
| Dywizja Bobrowa      | Dywizja Tarasowa        | Dywizja Charłamowa         | Dywizja Czernyszowa     |
| -------------------- | ----------------------- | -------------------------- | ----------------------- |
| Dinamo Ryga          | Atłant Mytiszczi        | Ak Bars Kazań              | Admirał Władywostok     |
| Donbas Donieck       | CSKA Moskwa             | Awtomobilist Jekaterynburg | Amur Chabarowsk         |
| Dynama Mińsk         | Dinamo Moskwa           | Jugra Chanty-Mansyjsk      | Awangard Omsk           |
| Lev Praga            | Łokomotiw Jarosław      | Mietałłurg Magnitogorsk    | Barys Astana            |
| Medveščak Zagrzeb    | Siewierstal Czerepowiec | Nieftiechimik Niżniekamsk  | Mietałłurg Nowokuźnieck |
| SKA Sankt Petersburg | Spartak Moskwa          | Torpedo Niżny Nowogród     | Saławat Jułajew Ufa     |
| Slovan Bratysława    | Witiaź Podolsk          | Traktor Czelabińsk         | Sibir Nowosybirsk       |

### Sezon 2014/2015
Przed kolejną edycję w 2014 z ligi odeszły trzy kluby (ukraiński Donbas Donieck, czeski HC Lev Praga i rosyjski Spartak Moskwa), zaś trzy kluby przyjęto (fiński zespół Jokerit oraz rosyjskie Łada Togliatti i HK Soczi). Tym samym liczba uczestników 28 została niezmieniona, jednak liczba państw nierosyjskich mających swoich uczestników w KHL zmniejszyła się z 7 do 6 (Białoruś, Łotwa, Kazachstan, Słowacja, Finlandia i Chorwacja). Obie konferencje skupiały nadal po 14 zespołów, w tym dywizje po 7. Jednocześnie dokonano zmian w składzie ułożenia w konferencjach i dywizjach (m.in. Torpedo powróciło do Zachodu). Zmianom nie uległ jedynie skład Dywizji Czernyszowa.
| Konferencja Zachód   | Konferencja Zachód      | Konferencja Wschód         | Konferencja Wschód      |
| Dywizja Bobrowa      | Dywizja Tarasowa        | Dywizja Charłamowa         | Dywizja Czernyszowa     |
| -------------------- | ----------------------- | -------------------------- | ----------------------- |
| Atłant Mytiszczi     | CSKA Moskwa             | Ak Bars Kazań              | Admirał Władywostok     |
| Dinamo Ryga          | Dinamo Moskwa           | Awtomobilist Jekaterynburg | Amur Chabarowsk         |
| Dynama Mińsk         | Łokomotiw Jarosław      | Jugra Chanty-Mansyjsk      | Awangard Omsk           |
| Jokerit              | Siewierstal Czerepowiec | Łada Togliatti             | Barys Astana            |
| Medveščak Zagrzeb    | HK Soczi                | Mietałłurg Magnitogorsk    | Mietałłurg Nowokuźnieck |
| SKA Sankt Petersburg | Torpedo Niżny Nowogród  | Nieftiechimik Niżniekamsk  | Saławat Jułajew Ufa     |
| Slovan Bratysława    | Witiaź Podolsk          | Traktor Czelabińsk         | Sibir Nowosybirsk       |

### Sezon 2015/2016
W 2015 z ligi został wycofany klub Atłant Mytiszczi, a na jego miejsce przyjęty, przywrócony po rocznej przerwie Spartak Moskwa.
| Konferencja Zachód   | Konferencja Zachód      | Konferencja Wschód         | Konferencja Wschód      |
| Dywizja Bobrowa      | Dywizja Tarasowa        | Dywizja Charłamowa         | Dywizja Czernyszowa     |
| -------------------- | ----------------------- | -------------------------- | ----------------------- |
| Dinamo Ryga          | CSKA Moskwa             | Ak Bars Kazań              | Admirał Władywostok     |
| Dynama Mińsk         | Dinamo Moskwa           | Awtomobilist Jekaterynburg | Amur Chabarowsk         |
| Jokerit              | Łokomotiw Jarosław      | Jugra Chanty-Mansyjsk      | Awangard Omsk           |
| Medveščak Zagrzeb    | Siewierstal Czerepowiec | Łada Togliatti             | Barys Astana            |
| SKA Sankt Petersburg | HK Soczi                | Mietałłurg Magnitogorsk    | Mietałłurg Nowokuźnieck |
| Slovan Bratysława    | Torpedo Niżny Nowogród  | Nieftiechimik Niżniekamsk  | Saławat Jułajew Ufa     |
| Spartak Moskwa       | Witiaź Podolsk          | Traktor Czelabińsk         | Sibir Nowosybirsk       |

### Sezon 2016/2017
25 czerwca 2016 oficjalnie ogłoszono, że do KHL przyjęto chiński klub Kunlun Red Star. Tym samym liga liczyła 29 uczestników.
| Konferencja Zachód   | Konferencja Zachód      | Konferencja Wschód         | Konferencja Wschód      |
| Dywizja Bobrowa      | Dywizja Tarasowa        | Dywizja Charłamowa         | Dywizja Czernyszowa     |
| -------------------- | ----------------------- | -------------------------- | ----------------------- |
| Dinamo Ryga          | CSKA Moskwa             | Ak Bars Kazań              | Admirał Władywostok     |
| Dynama Mińsk         | Dinamo Moskwa           | Awtomobilist Jekaterynburg | Amur Chabarowsk         |
| Jokerit              | Łokomotiw Jarosław      | Jugra Chanty-Mansyjsk      | Awangard Omsk           |
| Medveščak Zagrzeb    | Siewierstal Czerepowiec | Łada Togliatti             | Barys Astana            |
| SKA Sankt Petersburg | HK Soczi                | Mietałłurg Magnitogorsk    | Kunlun Red Star         |
| Slovan Bratysława    | Torpedo Niżny Nowogród  | Nieftiechimik Niżniekamsk  | Mietałłurg Nowokuźnieck |
| Spartak Moskwa       | Witiaź Podolsk          | Traktor Czelabińsk         | Saławat Jułajew Ufa     |
|                      |                         |                            | Sibir Nowosybirsk       |

### Sezon 2017/2018
W marcu 2017, po czterech sezonach uczestnictwa z dalszego udziału w KHL zrezygnował chorwacki klub KHL Medveščak Zagrzeb. W maju 2017 władze rozgrywek usunęły ze składu uczestników klub Mietałłurg Nowokuźnieck. Tym samym liczba uczestników została zredukowana z 29 do 27.
| Konferencja Zachód   | Konferencja Zachód      | Konferencja Wschód         | Konferencja Wschód  |
| Dywizja Bobrowa      | Dywizja Tarasowa        | Dywizja Charłamowa         | Dywizja Czernyszowa |
| -------------------- | ----------------------- | -------------------------- | ------------------- |
| Dinamo Ryga          | CSKA Moskwa             | Ak Bars Kazań              | Admirał Władywostok |
| Dynama Mińsk         | Dinamo Moskwa           | Awtomobilist Jekaterynburg | Amur Chabarowsk     |
| Jokerit              | Łokomotiw Jarosław      | Jugra Chanty-Mansyjsk      | Awangard Omsk       |
| SKA Sankt Petersburg | Siewierstal Czerepowiec | Łada Togliatti             | Barys Astana        |
| Slovan Bratysława    | HK Soczi                | Mietałłurg Magnitogorsk    | Kunlun Red Star     |
| Spartak Moskwa       | Torpedo Niżny Nowogród  | Nieftiechimik Niżniekamsk  | Saławat Jułajew Ufa |
|                      | Witiaź Podolsk          | Traktor Czelabińsk         | Sibir Nowosybirsk   |

### Sezon 2018/2019
Przed sezonem władze KHL postanowiły o wykluczeniu z grona uczestników rozgrywek klubów Jugra Chanty-Mansyjsk i Łada Togliatti. Tuż po zakończeniu sezonu 2017/2018 władze ligi zatwierdziły skład uczestników oraz formułę na sezon 2018/2019. Wskutek zmian liczba uczestników została zredukowana z 27 do 25. Równocześnie dokonano przesunięć zespołów w zestawieniu dywizyjnym uczestników.
| Konferencja Zachód      | Konferencja Zachód | Konferencja Wschód         | Konferencja Wschód  |
| Dywizja Bobrowa         | Dywizja Tarasowa   | Dywizja Charłamowa         | Dywizja Czernyszowa |
| ----------------------- | ------------------ | -------------------------- | ------------------- |
| Dinamo Ryga             | CSKA Moskwa        | Ak Bars Kazań              | Admirał Władywostok |
| Dinamo Moskwa           | Dynama Mińsk       | Awtomobilist Jekaterynburg | Amur Chabarowsk     |
| Jokerit                 | Łokomotiw Jarosław | Mietałłurg Magnitogorsk    | Awangard Omsk       |
| Siewierstal Czerepowiec | Slovan Bratysława  | Nieftiechimik Niżniekamsk  | Barys Astana        |
| SKA Sankt Petersburg    | HK Soczi           | Torpedo Niżny Nowogród     | Kunlun Red Star     |
| Spartak Moskwa          | Witiaź Podolsk     | Traktor Czelabińsk         | Saławat Jułajew Ufa |
|                         |                    |                            | Sibir Nowosybirsk   |

### Sezon 2019/2020
Przed sezonem ligę opuścił słowacki klub Slovan Bratysława. W związku z tym do sezonu przystąpiło 24 zespoły. Z uwagi na wycofania Slovana nastąpiły zmiany w strukturze ligowej. Torpedo zostało przeniesione z Konferencji Wschód, Dywizji Charłamowa do Konferencji Zachód, Dywizji Tarasowa, natomiast w ramach Konferencji Wschód Sibir Nowosybirsk został przesunięty z Dywizji Czernyszowa do Dywizji Charłamowa. Wskutek tych zmian, w każdej znalazło się po sześć zespołów.
| Konferencja Zachód      | Konferencja Zachód     | Konferencja Wschód         | Konferencja Wschód  |
| Dywizja Bobrowa         | Dywizja Tarasowa       | Dywizja Charłamowa         | Dywizja Czernyszowa |
| ----------------------- | ---------------------- | -------------------------- | ------------------- |
| Dinamo Ryga             | CSKA Moskwa            | Ak Bars Kazań              | Admirał Władywostok |
| Dinamo Moskwa           | Dynama Mińsk           | Awtomobilist Jekaterynburg | Amur Chabarowsk     |
| Jokerit                 | Łokomotiw Jarosław     | Mietałłurg Magnitogorsk    | Awangard Omsk       |
| Siewierstal Czerepowiec | HK Soczi               | Nieftiechimik Niżniekamsk  | Barys Astana        |
| SKA Sankt Petersburg    | Torpedo Niżny Nowogród | Sibir Nowosybirsk          | Kunlun Red Star     |
| Spartak Moskwa          | Witiaź Podolsk         | Traktor Czelabińsk         | Saławat Jułajew Ufa |

### Sezon 2020/2021
Przed sezonem z uczestnictwa w edycji zrezygnował Admirał Władywostok (aczkolwiek zadeklarowano powrót do edycji 2021/2022). Do sezonu przystąpiły 23 drużyn. W strukturze ligowej drużyna Torpedo po jednym sezonie została ponownie przeniesiona do Konferencji Wschód, Sibir przesunięto do Dywizji Czernyszowa w miejsce Admirała, Dinamo Ryga i Dinamo Moskwa do Dywizji Tarasowa w miejsce HK Soczi i Witiazia Podolsk.
| Konferencja Zachód      | Konferencja Zachód | Konferencja Wschód         | Konferencja Wschód  |
| Dywizja Bobrowa         | Dywizja Tarasowa   | Dywizja Charłamowa         | Dywizja Czernyszowa |
| ----------------------- | ------------------ | -------------------------- | ------------------- |
| Jokerit                 | CSKA Moskwa        | Ak Bars Kazań              | Amur Chabarowsk     |
| Siewierstal Czerepowiec | Dinamo Moskwa      | Awtomobilist Jekaterynburg | Awangard Omsk       |
| SKA Sankt Petersburg    | Dinamo Ryga        | Mietałłurg Magnitogorsk    | Barys Nur-Sułtan    |
| HK Soczi                | Dynama Mińsk       | Nieftiechimik Niżniekamsk  | Kunlun Red Star     |
| Spartak Moskwa          | Łokomotiw Jarosław | Torpedo Niżny Nowogród     | Saławat Jułajew Ufa |
| Witiaź Podolsk          |                    | Traktor Czelabińsk         | Sibir Nowosybirsk   |

### Sezon 2021/2022
Do rozgrywek przywrócono klub Admirał Władywostok. W związku z tym dokonano przetasowań w rozmieszczeniu drużyn w dywizjach konferencji. W Konferencji Wschód Siewierstal Czerepowiec został przesunięty z Dywizji Bobrowa do Dywizji Tarasowa, a Torpedo Niżny Nowogród z Dywizji Charłamowa (Konferencja Wschód) do Dywizji Bobrowa (Konferencja Wschód). W Konferencji Wschód Kunlun Red Star został przesunięty z Dywizji Czernyszowa do Dywizji Charłamowa, a jego miejsce zajął przyjęty ponownie do KHL Admirał Władywostok.
W trakcie sezonu, po rozpoczęciu inwazji Rosji na Ukrainę z 24 lutego 2022 z KHL wycofały się fiński klub Jokerit oraz łotewski Dinamo Ryga.
| Konferencja Zachód     | Konferencja Zachód      | Konferencja Wschód         | Konferencja Wschód  |
| Dywizja Bobrowa        | Dywizja Tarasowa        | Dywizja Charłamowa         | Dywizja Czernyszowa |
| ---------------------- | ----------------------- | -------------------------- | ------------------- |
| Jokerit                | CSKA Moskwa             | Ak Bars Kazań              | Admirał Władywostok |
| SKA Sankt Petersburg   | Dinamo Moskwa           | Awtomobilist Jekaterynburg | Amur Chabarowsk     |
| HK Soczi               | Dinamo Ryga             | Kunlun Red Star            | Awangard Omsk       |
| Spartak Moskwa         | Dynama Mińsk            | Mietałłurg Magnitogorsk    | Barys Nur-Sułtan    |
| Torpedo Niżny Nowogród | Łokomotiw Jarosław      | Nieftiechimik Niżniekamsk  | Saławat Jułajew Ufa |
| Witiaź Podolsk         | Siewierstal Czerepowiec | Traktor Czelabińsk         | Sibir Nowosybirsk   |

### Sezon 2022/2023
Do sezonu nie przystąpiły ww. kluby Jokerit z Finladii i Dinamo Ryga z Łotwy. Chińska drużyna Kunlun Red Star została przesunięta z Konferencji Wschód Dywizji Charłamowa do Konferencji Zachód Dywizji Tarasowa.
| Konferencja Zachód     | Konferencja Zachód      | Konferencja Wschód         | Konferencja Wschód  |
| Dywizja Bobrowa        | Dywizja Tarasowa        | Dywizja Charłamowa         | Dywizja Czernyszowa |
| ---------------------- | ----------------------- | -------------------------- | ------------------- |
| SKA Sankt Petersburg   | CSKA Moskwa             | Ak Bars Kazań              | Admirał Władywostok |
| HK Soczi               | Dinamo Moskwa           | Awtomobilist Jekaterynburg | Amur Chabarowsk     |
| Spartak Moskwa         | Kunlun Red Star         | Mietałłurg Magnitogorsk    | Awangard Omsk       |
| Torpedo Niżny Nowogród | Dynama Mińsk            | Nieftiechimik Niżniekamsk  | Barys Astana        |
| Witiaź Podolsk         | Łokomotiw Jarosław      | Traktor Czelabińsk         | Saławat Jułajew Ufa |
|                        | Siewierstal Czerepowiec |                            | Sibir Nowosybirsk   |

### Sezon 2023/2024
W kwietniu 2023 poinformowano o ponownym przyjęciu Łady Togliatti do KHL od sezonu 2023/2024.
| Konferencja Zachód     | Konferencja Zachód      | Konferencja Wschód         | Konferencja Wschód  |
| Dywizja Bobrowa        | Dywizja Tarasowa        | Dywizja Charłamowa         | Dywizja Czernyszowa |
| ---------------------- | ----------------------- | -------------------------- | ------------------- |
| SKA Sankt Petersburg   | CSKA Moskwa             | Ak Bars Kazań              | Admirał Władywostok |
| HK Soczi               | Dinamo Moskwa           | Awtomobilist Jekaterynburg | Amur Chabarowsk     |
| Spartak Moskwa         | Kunlun Red Star         | Łada Togliatti             | Awangard Omsk       |
| Torpedo Niżny Nowogród | Dynama Mińsk            | Mietałłurg Magnitogorsk    | Barys Astana        |
| Witiaź Podolsk         | Łokomotiw Jarosław      | Nieftiechimik Niżniekamsk  | Saławat Jułajew Ufa |
|                        | Siewierstal Czerepowiec | Traktor Czelabińsk         | Sibir Nowosybirsk   |

### Sezon 2024/2025
| Konferencja Zachód     | Konferencja Zachód      | Konferencja Wschód         | Konferencja Wschód  |
| Dywizja Bobrowa        | Dywizja Tarasowa        | Dywizja Charłamowa         | Dywizja Czernyszowa |
| ---------------------- | ----------------------- | -------------------------- | ------------------- |
| SKA Sankt Petersburg   | CSKA Moskwa             | Ak Bars Kazań              | Admirał Władywostok |
| HK Soczi               | Dinamo Moskwa           | Awtomobilist Jekaterynburg | Amur Chabarowsk     |
| Spartak Moskwa         | Kunlun Red Star         | Łada Togliatti             | Awangard Omsk       |
| Torpedo Niżny Nowogród | Dynama Mińsk            | Mietałłurg Magnitogorsk    | Barys Astana        |
| Witiaź Podolsk         | Łokomotiw Jarosław      | Nieftiechimik Niżniekamsk  | Saławat Jułajew Ufa |
|                        | Siewierstal Czerepowiec | Traktor Czelabińsk         | Sibir Nowosybirsk   |